# شهرستان جف دیویس (تگزاس)

موقعیت شهرستان در ایالت تگزاس

جف دیویس یکی از شهرستان‌های ایالت تگزاس می‌باشد.
این شهرستان در غرب این ایالت است.
جمعیت این شهرستان در سال ۲۰۱۰ میلادی معادل ۲۳۴۲ نفر بود.